# شونتارو کوگا
شونتارو کوگا (ژاپنی: 古賀 俊太郎؛ زادهٔ ۲۷ اوت ۱۹۹۸) یک بازیکن فوتبال اهل ژاپن است.
از باشگاه‌هایی که در آن بازی کرده‌است می‌توان به باشگاه فوتبال رینوفا یاماگوچی اشاره کرد.